# Albert Jeck
Albert Jeck (* 3. Juli 1935 in Lindau) ist ein deutscher Volkswirt.

## Leben
Albert Jeck war der Sohn eines gleichnamigen Lehrers. Er besuchte von 1941 bis 1953 die Volks- und Oberrealschule in seinem Geburtsort Lindau am Bodensee. Anschließend studierte er Nationalökonomie an der Universität München, wo er 1958 die Diplomvolkswirteprüfung ablegte und im Folgejahr als Wissenschaftlicher Assistent am Staatswirtschaftlichen Seminar tätig war.
Nach der Promotion zum Dr. oec. publ. in München am 8. April 1962 und Habilitation ebenda 1968 war er von 1969 bis 2000 Professor für Theoretische Volkswirtschaftslehre und Direktor am Institut für Volkswirtschaftslehre in Kiel. Zu den Schwerpunkten seiner Arbeit gehörten Verteilungstheorie, Wachstumstheorie und Theoriegeschichte.

## Schriften (Auswahl)
- Die Determinanten der Einkommensverteilung. Ein Beitrag zur neueren Verteilungstheorie. München 1962, OCLC 702447042.
- Wachstum und Verteilung des Volkseinkommens. Untersuchungen und Materialien zur Entwicklung der Einkommensverteilung in Deutschland 1870–1913. Mit 15 Abbildungen. Tübingen 1970, ISBN 3-16-330361-7.
- mit Harald Hagemann: Wachstum und Einkommensverteilung. Strukturanalyse auf der Basis eines dreisektoralen Modells vom Lowe-Feldman-Dobb-Typ. Kiel 1981, OCLC 711803475.
- (mit Heinz D. Kurz): David Ricardo (1772-1823). Ansichten zur Maschinerie. In: Harald Hagemann (Hrsg.): Technischer Fortschritt und Arbeitslosigkeit. Campus-Verlag, Frankfurt/M. 1983, S. 38–166, ISBN 3-593-33246-9.
- Anmerkungen und Lesehilfen zur Ricardo-Interpretation. Zahlenmodell und Detaildisposition der Principles. Kiel 1986, OCLC 159887090.
- Über Mensch und Natur sowie einige Bewegungsgesetze des Kapital(ismu)s. In: Krishna Bharadwaj (Hrsg.): Adam Smiths Beitrag zur Gesellschaftswissenschaft. Campus-Verlag, Frankfurt/M. 1991, S. 168–223, ISBN 3-593-34508-0.
- The macrostructure of Adam Smith's theoretical system: a reconstruction. The European Journal of the History of Economic Thought, 1994, vol. 1 (3), pp. 551–576